# Corsia ornata
Corsia ornata ist eine blattgrünlose Pflanzenart aus der Familie der Corsiaceae. Sie war die erste beschriebene Art der Gattung.

## Merkmale
Wie alle Arten der Gattung hat auch Corsia ornata die Photosynthese aufgegeben und bildet dementsprechend kein Chlorophyll mehr. Stattdessen lebt sie myko-heterotroph von einem Pilz.
Corsia ornata ist eine ausdauernde Pflanze, die nur zur Blütezeit oberirdisch wächst. Aus dem kurzen, kriechenden Rhizom sprießt dann ein bis zu 25 Zentimeter langer, zylindrischer und fein geriffelter, unverzweigt und aufrecht wachsender Stängel. Das 1 bis 2 Zentimeter lange Blattwerk ist auf scheidenförmige Schuppenblätter reduziert und wächst wechselständig entlang des gesamten Stängels. Die gesamte Pflanze ist oberirdisch von purpurner Grundfarbe.
Die aufrechten Einzelblüten sind endständig und stehen an Blütenstielen, die 2,5 bis 4 Zentimeter lang sind. Von den sechs Blütenblättern (je drei Tepalen in zwei Blütenblattkreisen) sind fünf linealisch, blassgelb, 11 bis 13 Millimeter lang, einnervig und unbehaart. Das oberste sechste, das sogenannte Labellum, ist entweder hellgelb bis hell purpurn mit dunkler Nervatur oder braun-purpurn, stark vergrößert (1,2 bis 1,8 Zentimeter lang, 1 bis 1,6 Zentimeter breit) und herzförmig. Es umschließt anfangs die Blütenknospe und überdeckt nach ihrer Öffnung schützend die anderen Blütenorgane. Am Ansatz ist das Labellum direkt mit dem 1 Millimeter langen Gynostemium verwachsen, der Kallus ist weiß, breit muschelförmig, 2 bis 3,5 Millimeter lang und rund 2,5 Millimeter breit und an den Rändern fein papillös.

## Verbreitungsgebiet

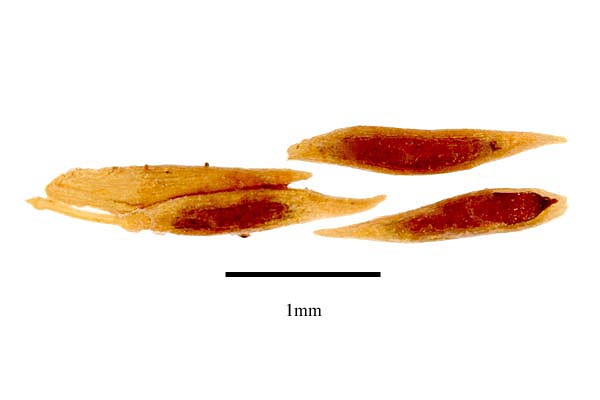
Früchte Corsia ornata

Corsia ornata fand man an mehreren, teils weit auseinanderliegenden Standorten in Westneuguinea, darunter insbesondere auf der Halbinsel Vogelkop. Ein einzelner Fund ist auch aus Queensland, Australien berichtet, damit ist sie die einzige Art der Gattung, die außerhalb von Neuguinea wächst. Sie ist in Wäldern in Höhenlagen von 400 bis 2100 Metern auf humosen Böden beheimatet.

## Systematik
Corsia ornata wurde als erste Art der Gattung 1877 von Odoardo Beccari erstbeschrieben und ist daher die Typusart der Gattung. Sie wird in dieser in der Sektion Sessilis platziert, da das Labellum direkt mit dem Gynostemium verwachsen ist.